# Сабельников, Игорь Анатольевич
Игорь Анатольевич Са́бельников (1934—1999) — советский и украинский сценарист.

## Биография
Родился 17 июля 1934 года в Ростове-на-Дону.
Окончил МЭИ в 1962 году. Работал инженером, корреспондентом газеты «Комсомольское знамя».
С 1963 года — редактор «Киевнаучфильма». Член СКУ.
Умер 19 августа 1999 года в Киеве.

## Фильмография
Автор сценариев и дикторских текстов лент:
- 1967 — Формула эмоций
- 1968 — Плазма работает
- 1973 — Компьютер и загадка Леонардо, Рождение комплекса
- 1974 — Впереди — Монблан (совместно с соавторами); О загадках смеха
- 1975 — Наступление на рак; Что ты чувствуешь, человек?
- 1976 — Под знаком гена; Пропагандист; Московский мост (совместно с соавторами); Осмысливая тайнопись молекул (совместно с соавторами); Стратегия качества
- 1977 — …И остаются легенды
- 1978 — Киевские адреса Ульяновых; Семья Заводил; В тайге, на третьем разъезде; Хлеб Украины
- 1980 — В соавторстве с природой; В этом что-то есть; Днепропетровск: эффект системы; Командармы индустрии
- 1981 — Летописцы эпохи
- 1982 — Председательствующий корпус
- 1984 — Мама, Мама, почему мне так жарко?
- 1985 — Стратеги науки
- 1986 — Море с двойным дном; Памяти павших домов; Успение
- 1992 — Первый роман Михаила Булгакова, Любовь и смерть поэта Владимира Маяковского
- 1994 — Душа добро научилась делать
- 1998 — Следы поколений в памятниках Киева; Девять лет с экстрасенсом

## Награды и премии
- Государственная премия УССР имени Т. Г. Шевченко (1986) — за документальные фильмы «Командармы индустрии», «Главенствующий корпус», «Стратеги науки»
- Бронзовая медаль и диплом ВДНХ СССР (1976) — за фильм «Осмысливая тайнопись молекул»